# Eucratea wallaysii
Eucratea wallaysii är en mossdjursart som beskrevs av Gérard Daniel Westendorp 1843. Eucratea wallaysii ingår i släktet Eucratea och familjen Eucrateidae. Inga underarter finns listade i Catalogue of Life.